# Eleothinus
Eleothinus es un género de escarabajos longicornios de la tribu Acanthocinini.

## Especies
- Eleothinus abstrusus Bates, 1881
- Eleothinus longulus Bates, 1881
- Eleothinus pygmaeus Bates, 1885